# 邓兆祥故居
邓兆祥故居，位于中国广东省肇庆市肇庆市端州区厂排一街35号，为肇庆市的一个市、县级文物保护单位，类型为古建筑，公布时间为2003年5月6日。
邓兆祥故居的历史年代为民国。